# Bellême
Bellême è un comune francese di 1 567 abitanti nel dipartimento dell'Orne, regione della Normandia.

## Società

### Evoluzione demografica
Abitanti censiti